# Clastopteridae
Clastopteridae (лат.) — семейство насекомых.

## Распространение
Азия, Африка и Америка.

## Систематика
2 рода. 80 видов. Иногда объём этого семейства расширяют за счёт включения в него подсемейства Machaerotinae (Machaerotidae).
- Clastoptera
- Iba